# Vaillant, pigeon de combat !
Pour plus de détails, voir Fiche technique et Distribution.
Vaillant, pigeon de combat ! (Valiant) est un film d'animation americano-britannique  produit par les studios Vanguard et sorti en 2005.

## Synopsis
Pendant la Seconde Guerre mondiale, des animaux ont rendu service aux hommes. C'est ainsi qu'en Angleterre, 54 d'entre eux ont été décorés pour faits de guerre, dont 32 pigeons. Le film s'inspire de ces faits réels.
Les escadrons de pigeons envoyés en France pour acheminer des messages secrets sont décimés, l'un après l'autre, par les impitoyables faucons allemands. La RAF organise alors une campagne désespérée de recrutement à laquelle répondent le petit Vaillant et 4 de ses congénères.

## Fiche technique
- Titre original : Valiant
- Titre français : Vaillant, pigeon de combat
- Réalisateur : Gary Chapman
- Scénario : Jordan Katz, George Melrod et George Webster
- Musique : George Fenton
- Image : John Fenner
- Direction artistique : Carl Jones
- Décors : John Byrne
- Montage : Tiffany L. Kurtz, Jim Stewart
- Production : John H. Williams
- Sociétés de production : Vanguard Animation, Ealing Studios, UK Film Council, Take Film Partnerships et Odyssey Entertainment
- Sociétés de distribution : Entertainment Film Distributors (Royaume-Uni), SND (France), Buena Vista Entertainment (États-Unis)
- Pays de production :  Royaume-Uni,  États-Unis
- Langue originale : anglais
- Format : couleurs, 1.85 : 1, Dolby stéréo
- Durée : 76 minutes
- Budget : 40 millions US$
- Dates de sortie :
  - Royaume-Uni : 25 mars 2005
  - France : 20 mars 2005 (Festival du Film d'aventures de Valenciennes) ; 30 mars 2005 (sortie nationale)
  - Belgique : 30 mars 2005
  - États-Unis : 19 août 2005

## Distribution

### Voix originales
- Ewan McGregor : Valiant (Vaillant)
- Ricky Gervais : Bugsy
- Tim Curry : General von Talon ("Guénéral" von Griffes)
- Hugh Laurie : Gutsy (James Courage)
- Jim Broadbent : Sergeant Mortimer Monty
- Olivia Williams : Victoria
- John Hurt : Felix
- John Cleese : Mercury
- Brian Lonsdale : Toughwood (Tango)
- Dan Roberts : Tailfeather (Charlie)
- Sharon Horgan : Charles De Girl
- Rik Mayall : Cufflingk
- Michael Schlingmann : Underlingk
- Pip Torrens : Lofty (Snoby)

### Voix françaises
- Ramzy Bedia : Vaillant
- Éric Judor : Bugsy
- Richard Darbois : "Guénéral" von Griffes
- Patrice Dozier : Cufflingk
- Henri Guybet : Underlingk
- Claire Guyot : Victoria
- Emmanuel Jacomy : Commandant James Courage
- Bernard Métraux : Sergent Mortimer Monty
- Christian Pelissier : Félix
- William Coryn : Snoby
- Michel Prud'homme : Mercury
- Boris Rehlinger : Tango et Charlie
- Céline Monsarrat : Charles De Girl
- Marc Alfos : Agent de recrutement
- Xavier Fagnon : Gros voyou
- Jean-Claude Donda : Rollo

## Autour du film
- Un pigeon voyageur prénommé précisément « Vaillant » a été décoré de la Croix de guerre 1914-1918 pendant la Première Guerre mondiale, ce qui a donné le sujet du film.
- Le producteur John H. Williams a travaillé sur Shrek et Shrek 2 pour Dreamworks avant de quitter les studios à la suite d'un désaccord avec Jeffrey Katzenberg. Il rejoint alors la société Vanguard Films, où il fonde la filiale animation, Vanguard Animation. Le film est distribué aux États-Unis par le concurrent direct de Dreamworks, Disney, par le biais de sa filiale Buena Vista Distribution, et en France par SND, filiale de M6.

## Erreurs
- Le film est censé se passer en 1944 peu de temps avant le débarquement (jour J). Sauf que juste avant que les pigeons s'en aillent, la souris française Charles De Girl met la chanson d'Édith Piaf Non, je ne regrette rien qui est sortie en… 1960, soit 16 ans après l'action du film.
- La mère de Vaillant veut lui donner un ver à manger, et il boit du jus de moustique au bar. Cela entre en contradiction avec le régime granivore des pigeons qui tout au plus peuvent occasionnellement manger des gastéropodes.